# A Public Affair
A Public Affair é o quarto álbum de estúdio da cantora americana Jessica Simpson.
O primeiro single do álbum, também chamado "A Public Affair", foi lançado em 23 de Junho de 2006, e o clipe teve sua estreia dia 19 de julho no TRL.
O segundo single, "I Belong to Me", foi lançado em Outubro e foi escolhido pelos fãs da cantora para ser o segundo single oficial do disco.
O single "A Public Affair" ganhou uma indicação ao Grammy na categoria "Melhor Performance Feminina pop", porém a música Ain't No Other Man" da cantora Christina Aguilera ganhou o prêmio.
O álbum teve a sua estreia no nº 5 no Billboard Hot 200, vendendo 101,000 cópias na primeira semana e vendeu cerca de 500.000 cópias em todo o mundo.

## Faixas
1. "A Public Affair" – 3:21 (Simpson, Austin, Kurstin, Watters, Biancaniello, Mendez, Ashford, Simpson)[2]
2. "You Spin Me Round (Like A Record)" – 3:49 (Percy, Burns, Coy, Lever)
3. "B.O.Y." – 3:22 (Driscoll, Gagel, Ocasek)
4. "If You Were Mine" – 3:17 (Watters, Biancaniello, Kurstin, Gray, Sewell)
5. "Walkin' 'Round In A Circle" – 4:40 (Simpson, Austin, Harris III, Lewis, Nicks)
6. "The Lover In Me" – 3:41 (Simpson, Childress, Austin,  Biancaniello, Watters, Gray)
7. "Swing With Me" – 3:25 (Prima, Simpson, Rooney, Shea, Cobb, Alexander)
8. "Push Your Tush" – 4:48 (Simpson, Harris III, Lewis, Tolbert,  Bonner, Beck, Williams, Pierce, Jones, Middlebrooks, Satchell)
9. "Back To You" – 4:11 (Simpson, Harris III, Lewis)
10. "Between You & I" – 4:58 (Simpson, Rooney)
11. "I Don't Want To Care" – 3:57 (Simpson, Eriksen, Hermansen,  Riddick, Lind, Bjorklund, Beite, (Hvidsten)
12. "Fired Up" – 3:58 (Jessica Simpson, Scott Storch, Penelope Magnet, Jeff Bowden)
13. "Let Him Fly" – 3:11 Cover de Patty Griffin (Griffin)
14. "I Belong to Me" – 3:40 (Warren)[2]
15. "These Boots Are Made for Walkin' Cover de Nancy Sinatra (Hazlewood) (Reino Unido Bonus Track)

## Histórico de Lançamento
| Região      | Data                    |
| ----------- | ----------------------- |
| Austrália   | 26 de Agosto de 2006    |
| EUA         | 29 de Agosto de 2006    |
| Japão       | 27 de Setembro de 2006  |
| Reino Unido | 12 de Fevereiro de 2007 |
| Alemanha    | 2 de Março de 2007      |

## Charts e Posições
| Chart (2006)             | Posição | Fonte(s) |
| ------------------------ | ------- | -------- |
| EUA Billboard 200        | 5       | [ 3 ]    |
| Canadian Albums Chart    | 6       | [ 4 ]    |
| Irish Albums Chart       | 32      | [ 5 ]    |
| Austrália ARIA           | 33      | [ 6 ]    |
| Reino Unido Albums Chart | 65      | [ 7 ]    |